# Eclipsa de Soare din 21 aprilie 2088

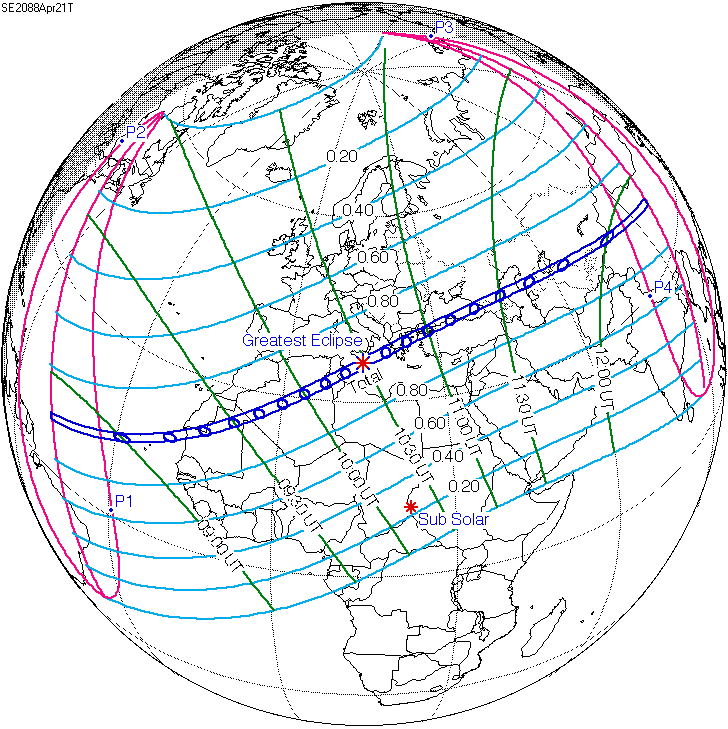
Harta eclipsei generale

O eclipsă totală de Soare se va produce pe 21 aprilie 2088. 
O eclipsă solară apare atunci când Luna trece între Pământ și Soare, acoperind total sau parțial discul Soarelui pentru un spectator de pe Terra, iar diametrul aparent al discului Lunii este mai mare sau egal cu cel al Soarelui, blocând toată lumina directă a Soarelui, transformând ziua în întuneric. Totalitatea apare pe o bandă îngustă, pe suprafața Pământului, cu eclipsa parțială vizibilă pe o regiune înconjurătoare cu mii de kilometri lățime, de o parte și de cealaltă a benzii de totalitate.

## Miza următoarei eclipse totale de Soare în Europa
Această eclipsă va fi vizibilă în întregime pe continentul Europa, inclusiv în Europa Centrală și de Est, Africa de Nord, Orientul Mijlociu și Asia de Est și este membră a unei serii semestriale. O eclipsă dintr-o serie trimestrială de eclipse solare se repetă aproximativ la fiecare 177 de zile și 4 ore (un trimestru) la nodurile alternative ale orbitei Lunii. Această eclipsă de Soare este parte a ciclului Saros 130.

## Descrierea evenimentului
Eclipsa va începe din Capul Verde, Mauritania, Sahara Occidentală; apoi va traversa Mali, Algeria, Tunisia, Malta, Italia, Grecia, Turcia, urmând Marea Neagră, Georgia, Rusia, Marea Caspică, Kazahstan, Uzbekistan, Turkmenistan, Kârgâzstan și în cele din urmă se va termina în Asia de Est și nu în ultimul rând Republica Populară Chineză.
Punctul maxim al eclipsei va fi în Marea Mediterană, la ora 10:31:49 UTC.